# Jock Stewart
William George Alexander „Jock” Stewart  (ur. 15 grudnia 1883 w Dufftown, zm. 9 sierpnia 1950 w Bishop’s Stortford) – brytyjski kolarz torowy, srebrny medalista olimpijski.

## Kariera
Największy sukces w karierze Jock Stewart osiągnął w 1920 roku, kiedy wspólnie z Albertem White’em, Thomasem Johnsonem i Cyrilem Aldenem zdobył srebrny medal podczas igrzysk olimpijskich w Antwerpii. Na tych samych igrzyskach razem z Aldenem był czwarty w wyścigu tandemów, przegrywając walkę o podium z drużyną Holandii w składzie: Piet Ikelaar i Frans de Vreng, a wyścigu na 50 km ukończył na ósmej pozycji. Na rozgrywanych cztery lata później igrzyskach olimpijskich w Paryżu wraz z kolegami z reprezentacji drużynowy wyścig na dochodzenie zakończył na siódmym miejscu. Nigdy nie zdobył medalu na torowych mistrzostwach świata.